# Monocerotesa leptogramma
Monocerotesa leptogramma là một loài bướm đêm trong họ Geometridae.